# Xã Spring Valley, Quận Dickey, Bắc Dakota
Xã Spring Valley (tiếng Anh: Spring Valley Township) là một xã thuộc quận Dickey, tiểu bang Bắc Dakota, Hoa Kỳ. Năm 2010, dân số của xã này là 28 người.